# هاري بريغز
هاري بريغز (بالإنجليزية: Harry Briggs)‏ (27 فبراير 1923 في المملكة المتحدة - 2005 في المملكة المتحدة) هو لاعب كرة قدم بريطاني (وحمل سابقاً جنسية المملكة المتحدة لبريطانيا العظمى وأيرلندا) في مركز الدفاع. لعب مع كريستال بالاس.